# Terry Collins
Terry Lee Collins (né le 27 mai 1949 à Midland, Michigan, États-Unis) est un entraîneur de baseball. 
Dans la Ligue majeure de baseball, il est le  gérant des Astros de Houston de 1994 à 1996, des Angels d'Anaheim de 1997 à 1999 et des Mets de New York de 2011 à 2017. Il mène les Mets au titre de la Ligue nationale en 2015.

## Carrière

### Astros de Houston
Terry Collins dirige les Astros de Houston de 1994 à 1996. Avec une fiche de 66 victoires et 49 défaites après 115 parties en 1994, les Astros sont au deuxième rang de leur division lorsque la saison de baseball est annulée par la grève des joueurs. La saison suivante, les Astros terminent deuxièmes avec 76 gains et 68 défaites. Après une saison moins mémorable de 82 victoires en 162 parties en 1996, Collins prend le chemin de la Californie et accepte le poste de manager les Angels d'Anaheim. 
Les joueurs de Collins ont présenté une fiche de 224-197 dans les 421 matchs qu'il a dirigé à Houston, pour un pourcentage de victoires de,532.

### Angels d'Anaheim
Les Angels terminent en seconde place de leur division en 1997 et 1998 avec des dossiers victoires-défaites de 84-78 et 85-77, sans jamais parvenir à se qualifier pour les séries éliminatoires. Collins remet sa démission peu avant la fin de la saison 1999, alors que son équipe montre une fiche de 51-82 après 133 matchs. 
Son dossier (220-237 pour un pourcentage de victoires de,481) est négatif durant son séjour à Anaheim.

### Mets de New York
En novembre 2010, Terry Collins est nommé manager des Mets de New York, qu'il dirige à partir de la saison 2011. Le 27 septembre 2011, aux derniers jours d'une première saison de 77 victoires et 85 défaites à la barre du club, son contrat est prolongé jusqu'en 2013. Avec des fiches identiques de 74-88 en 2012 et 2013, les Mets terminent 4e et 3e respectivement dans leur division. Le 30 septembre 2013, les Mets renouvellent pour deux ans le contrat de Collins.
Avec 90 victoires contre 72 défaites en 2015, les Mets de Collins remportent leur premier titre de la division Est de la Ligue nationale depuis 2006. Ils remportent leur premier titre de la Ligue nationale en 15 ans et atteignent la Série mondiale 2015, où ils sont battus par Kansas City.
Le 20 mai 2017, Collins dirige les Mets pour un 1 013e match, battant le record de franchise que détenait Davey Johnson.